# Rockford (Illinois)

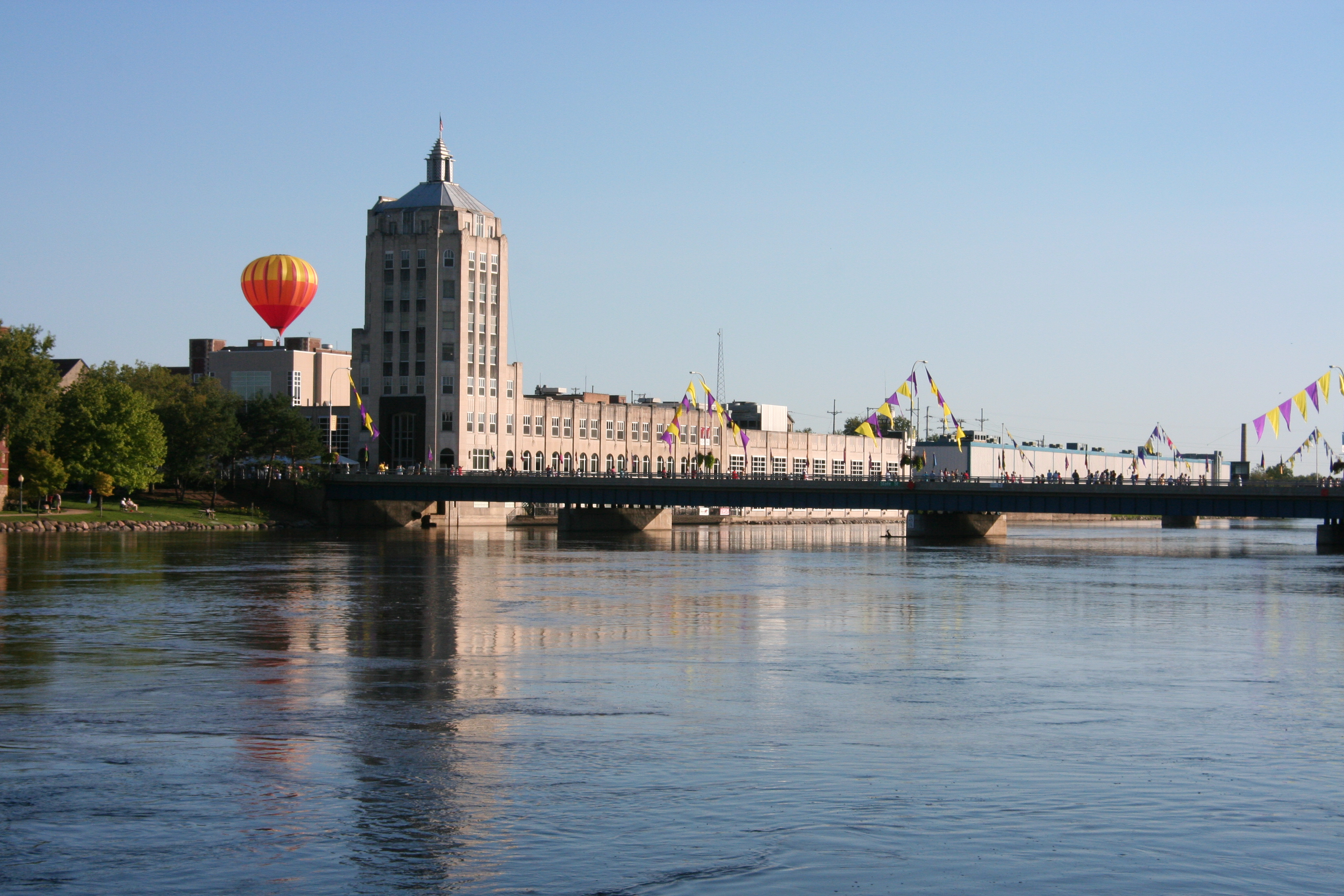
Most na rzece Rock River w Rockford

Rockford – miasto w Stanach Zjednoczonych, w stanie Illinois, w hrabstwie Winnebago nad rzeką Rock (dopływ Missisipi). Według danych z 2021 roku liczy 148,9 tys. mieszkańców, oraz 335,3 tys. mieszkańców w obszarze metropolitalnym. Piąte co do wielkości miasto stanu. 
W mieście rozwinął się przemysł maszynowy, metalowy oraz samochodowy.

## Klimat
Czerwiec jest najbardziej mokrym miesiącem w Rockford, a styczeń jest najbardziej suchym. W typowym roku Rockford otrzymuje 946 mm opadów. Miesiące zimowe mogą przynieść przenikliwie zimne masy powietrza arktycznego. Od marca do czerwca Rockford potrafią nawiedzać gwałtowne burze. 21 kwietnia 1967 roku w sąsiednie miasteczko Belvidere uderzyło tornado typu F4 w wyniku którego zginęło 24 osoby, a setki ofiar zostało rannych. Rekordowa burza śnieżna wystąpiła w Rockford 13 stycznia 1979 roku, kiedy podczas całej zimy napadało 189 cm śniegu.

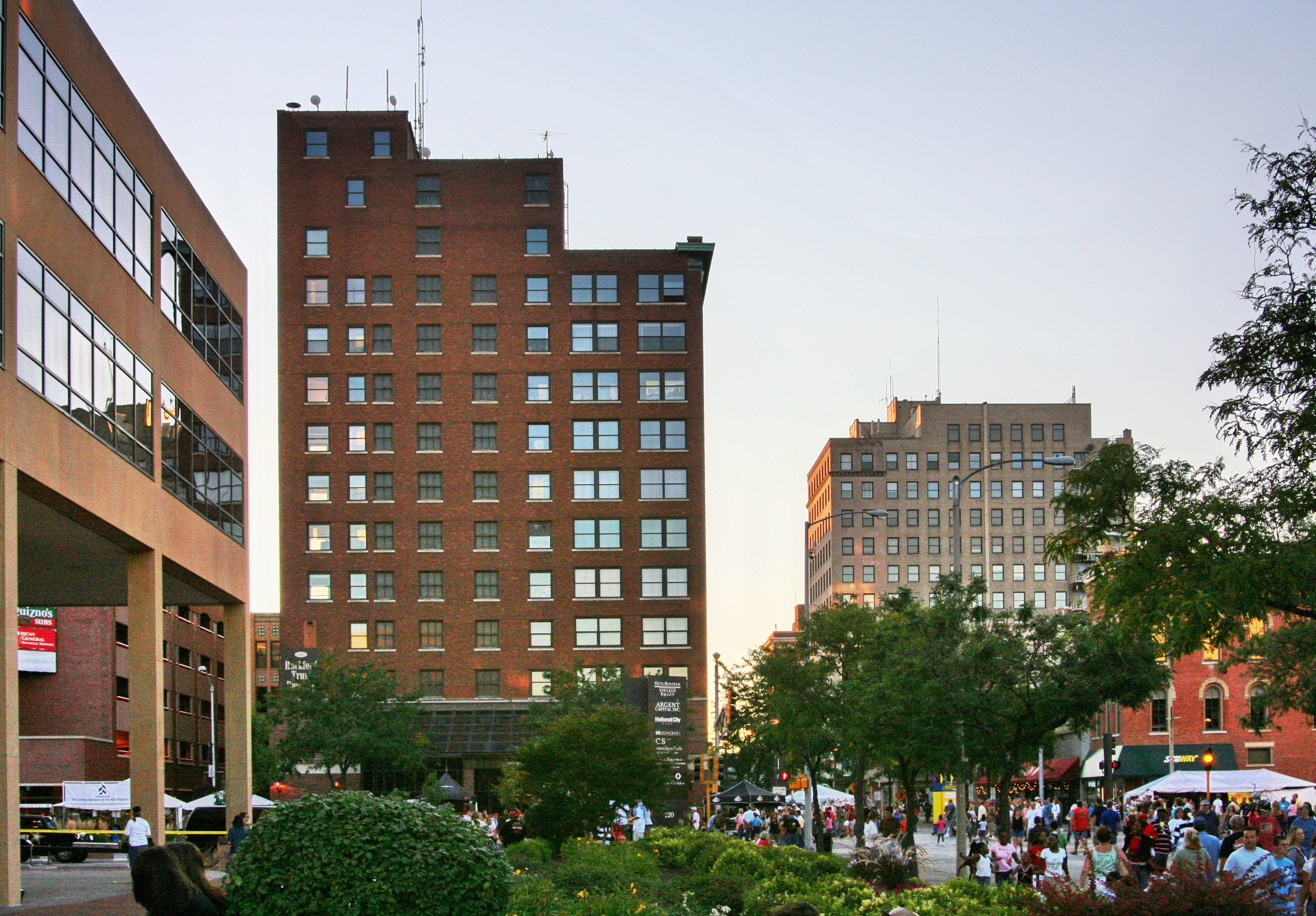
Nowoczesne centrum Rockford

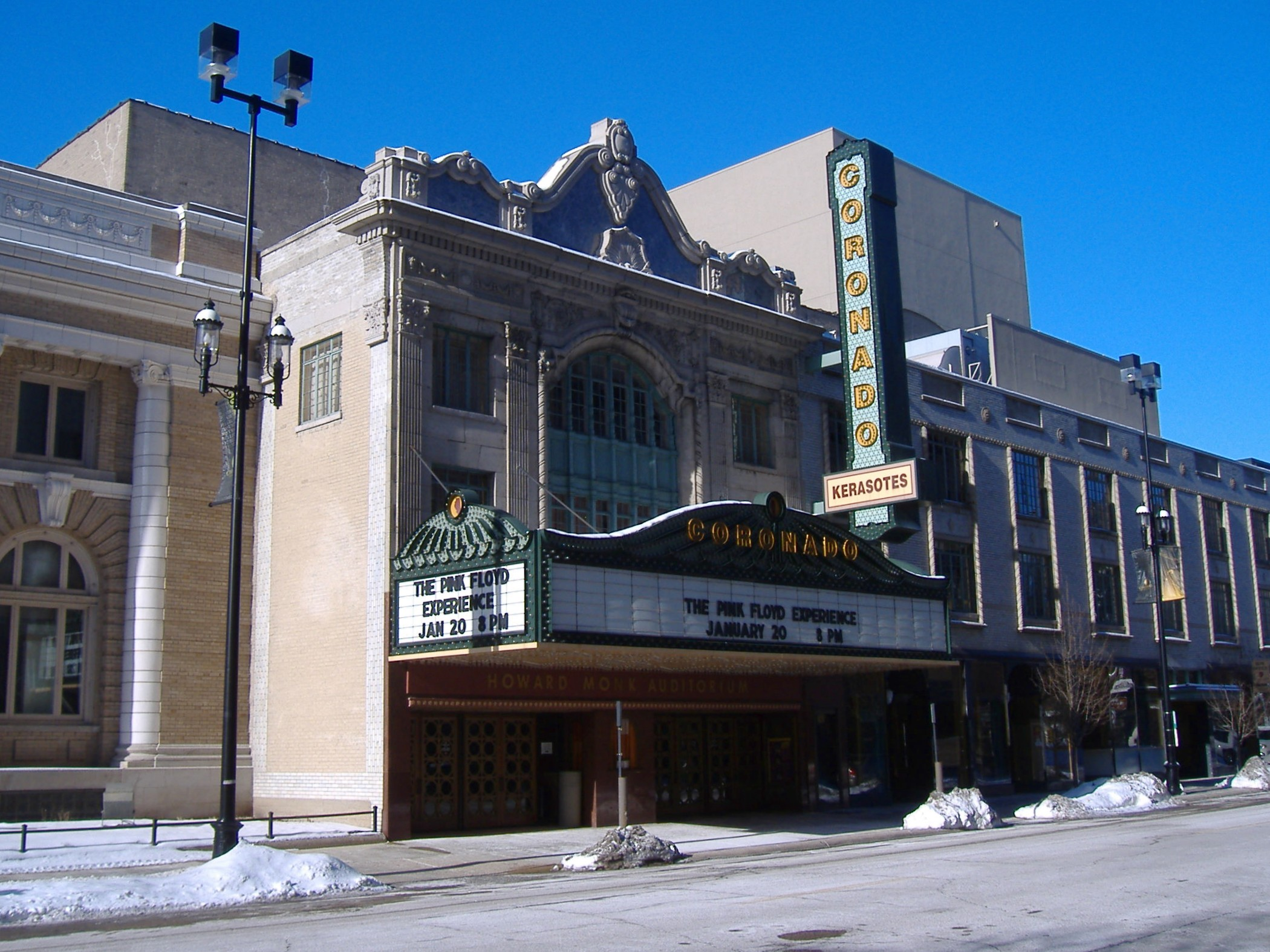
Budynek teatru Coronado

Średnie temperatury minimalne:
- Styczeń -11,8 °C,
- Luty -8,7 °C,
- Marzec -2,9 °C,
- Kwiecień 2,7 °C,
- Maj 8,8 °C,
- Czerwiec 14,2 °C,
- Lipiec 17 °C,
- Sierpień 16 °C,
- Wrzesień 11 °C,
- Październik 4,5 °C,
- Listopad -1,7 °C,
- Grudzień -8,4 °C,

## Ludność
Według danych z 2022 roku już tylko 53,5% mieszkańców głównego miasta identyfikowało się jako biali (51,4% nie licząc Latynosów), 19,3% stanowili czarni lub Afroamerykanie, 13,8% było rasy mieszanej, 3% miało pochodzenie azjatyckie, 0,5% to rdzenni Amerykanie i 0,18% to byli Hawajczycy i mieszkańcy innych wysp Pacyfiku. Latynosi stanowili 19,8% ludności miasta.

## Religia
Do największych grup religijnych obszaru metropolitalnego Rockford w 2020 roku, należały:
- Kościół katolicki – 83,6 tys. członków w 17 parafiach,
- lokalne bezdenominacyjne zbory ewangelikalne – 31,8 tys. członków w 51 zborach,
- Kościoły zielonoświątkowe – ponad 20 tys. członków w 32 zborach,
- Kościoły luterańskie – 14,6 tys. członków w 39 kościołach,
- Zjednoczony Kościół Metodystyczny – 7,2 tys. członków w 27 zborach.

## Ludzie urodzeni w Rockford
- John B. Anderson (1922–2017) – polityk i prokurator stanowy[6]
- Stewart Brand (ur. 1938) – pisarz i aktywista
- James Henry Breasted (1865–1935) – archeolog, historyk i egiptolog
- Michelle Williams (ur. 1979) – piosenkarka
- Gordon Tullock (1922–2014) – ekonomista, współtwórca i jeden z czołowych przedstawicieli szkoły wyboru publicznego
- George J. Dufek (1903–1977) – oficer marynarki, lotnik morski i ekspert polarny
- Ginger Lynn (ur. 1962) – aktorka filmów pornograficznych.

## Sport
- Rockford IceHogs – klub hokejowy

## Miasta partnerskie
- Ukraina: Browary
- Chińska Republika Ludowa: Changzhou
- Szwecja: Borgholm
- Rumunia: Kluż-Napoka
- Włochy: Ferentino